# 中国の環境問題
中国の環境問題（ちゅうごくのかんきょうもんだい）では、中華人民共和国（中国）における環境破壊の実態、原因およびその対策の現状などについて説明する。

## 概要
中国では大気汚染、水質汚染、土壌汚染、産業廃棄物、廃水、といった公害が環境問題の背景であると言われている。中国は急激な経済成長を果たし、14億人近くの世界一の人口規模を抱えながら、排気規制や廃棄物収集など制度面が追いついていない部分が多く、日本を含めた近隣諸国にも環境汚染の影響を及ぼしている。生活ゴミでも、改革開放以降、経済発展，都市化の進展と生活スタイル変化に伴い、質的・量的変化を見せた。

## 大気汚染問題
1990年代末の中国においては、中国人の死亡原因を都市部と地方を別々にみてみると、都市部においては悪性腫瘍が死亡原因の第1位であるが、地方では呼吸器系疾患による死亡が第1位となる。一般的に空気のきれいと考えられる地方の呼吸器系疾患による死亡が多いのは、トウモロコシの葉などのバイオマスを室内で暖房や調理のために使用していたからである。一酸化炭素（CO）やアルデヒド、ベンツピレンをはじめとする数100種の有害物質が換気の悪い室内に充満し、最も室内にいる時間の長い家庭の主婦などが健康被害を受けていた。
近年の問題としては、2013年9月13日付け中国新聞網が報じたところによると、中国国務院は『大気汚染防止行動計画』を発表した。その中では「2017年までに全国の地級市およびそれ以上の都市では粒子状物質（PM10）の濃度を2012年比で10パーセント以上下げて、大気優良日の日数を、年を追って増加させる。微小粒子状物質（PM2.5）の濃度を北京市・天津市・河北省（京津冀）で25パーセント、長江デルタで20パーセント、珠江デルタで15パーセント前後にまで下げるという目標を定めた。とくに北京市では微小粒子状物質の年平均濃度を1立方平方メートル当たり60マイクログラム前後に抑えるという目標も定めた。この『行動計画』は、また包括的な管理能力の強化、産業構造の調整と最適化、エネルギー構造の調整の加速、投資事業の省エネルギー・環境保護参入条件の厳格化、地域協力メカニズムの構築、環境経済政策の確立など10項目の具体的な措置を挙げている。重点となる措置は、基幹産業の脱硫（有害作用を持つ硫黄化合物を除去すること）、脱硝（排気ガス中から窒素酸化物を除去すること）除塵（空気中の細かな塵などをとりのぞくこと）に向けた施設の改築推進や、新エネルギー車の普及推進、燃料油品質の向上の加速などである。このほかにも2017年までに総エネルギー消費に占める石炭の割合を65パーセント以下にする目標を掲げるとともに、民間と社会資本の大気汚染防止分野への参入を奨励するなどした。さらには、中国国務院と各省級政府が目標責任書に調印し、年度ごとに評価した結果によって責任を厳しく追及することを規定した。しかしながら、農村部で使われる石炭燃料、自動車や工場からの排気ガスなど様々な原因が複合的に絡まり微小粒子物質PM2.5による大気汚染が深刻化している。中国政府は強い権限を発揮し、数千の工場の操業をやめさせたり、厳しいマイカー規制を敷いたりしている。それでも、原因が複雑に絡み合い、2016年においてもなお抜本的な解決には至っていない。

## 砂漠化問題
同年代における中国の最も深刻な環境問題は、酸性雨問題と砂漠化の問題であった。同書においては、1980年代の北京の万里の長城の内側の緑の世界に対して、長城の外側には緑がほとんど無い土色の世界が広がっていたと書かれている。その後においても、遊牧地の開墾、樹木の輸出や農作物の増産などが原因で砂漠化が深刻化している。国家林業局の発表によると、現在中国の30省、889の県で合計174万平方キロメートルの砂漠が広がり、これは中国国内の18パーセントに当たるとしている。砂漠化が進むことにより、中国では日本円で毎年4,500億円もの経済損失と計算されている。この砂漠化により黄砂が年々悪化し、中国国内や韓国、海を渡った日本にまで被害を及ぼしている主要因と見られている。近年では日本と協力して砂漠を緑化する試みが行われている。しかし、放牧地として利用されてきた「砂漠」を農耕の観点から緑化している、との批判がモンゴル人研究者から出ている。

## 酸性雨問題
酸性雨とは、広義には酸性化した雨とガスとエアロゾル（気体中に浮遊する微粒子）のことで、雨だけに限っていえば自然の川や湖水の水素イオン指数が5.6以下の場合をいう。これは、大気中に濃度350ppm程度含まれる二酸化炭素(CO2)が溶け込んだ川や湖水が炭酸化してpH値が5.6程度になるからである。酸性雨の原因物質は、硫黄酸化物(SOx)と窒素酸化物（NOx）である。この中ではNOx)は光化学スモッグの原因物質でもある。酸性雨原因物質の発生源は、火山などの自然発生源と、発電所や工場、自動車などの人為発生源がある。2000年に公刊された定方後掲書によれば、公刊当時の日本においては、桜島などの火山からの発生量が全体の50パーセント近くを占めていたが、同時期の中国では、人為発生源のものからのものが大部分であった。

## その他の環境汚染

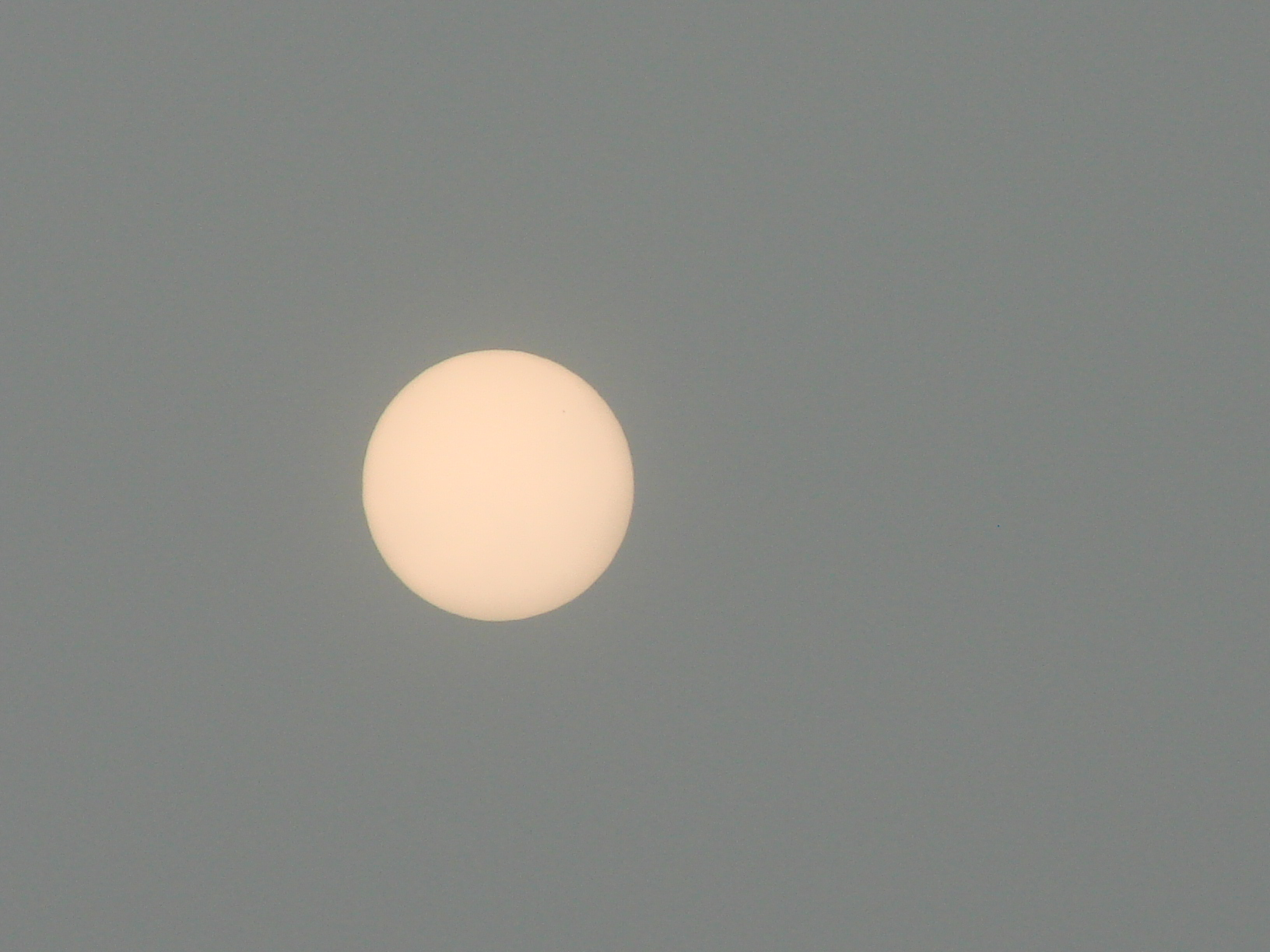
スモッグがひどい日の北京で撮影した太陽の写真。2007年7月。

中国食品薬品監督管理局の資料によれば、工場からの汚染された排水や、化学肥料、農薬によって、河川、湖及び近海に深刻な環境汚染が起きているという。河川、湖については6割が深刻な汚染に侵されている。また、重金属によって土壌汚染が起きている地域（渤海沿岸、華東、華南）もあり、汚染地域では癌や奇病の多発、奇形生物の発生も指摘されている。土壌や河川の汚染は、食品の安全性にも影響を及ぼし、中国製食品を汚染している。中国の耕地面積の5分の1近くは何らかの形で汚染され、10%以上は重金属汚染によって耕作できない「毒土」と化しているとされる。詳細は中国産食品の安全性を参照。
生活ゴミの量は1985年の4477万トンから2012年には1億7,081 万トンに急激に増加し、2030年には5億トン前後に達すると予測されている。悪臭の発生、水（特に地下水）や空気の汚染、鼠やハエの繁殖、放置場所としての耕地の占用、堆積したゴミ山の爆発などの問題に発展している。ほとんどの都市では野外で積み上げたり、溝や穴を埋めたりする簡単な方法でゴミを処理しており、川の沿岸でもゴミ置き場となっている。この処分方法は土壌、河川、地下水、大気などに重大な環境影響を及ぼす。

## 原因
環境破壊は
- 近年の中国の経済発展において、工業の環境対策が後回しにされがちであること。
- 経済発展に伴う土地の過剰な開発
- 教条的な中央の統制による環境負荷の高い農耕牧畜計画の実行
- 中央政府による環境対策の地方における不徹底

などが原因と考えられている。
動物学者の遠藤公男は中国で野鳥売買の現場を調査し、著書で自然科学が軽視され開発優先になった要因を指摘している。
- 1949年まで列強の侵略に国土を荒らされていた為、自然科学の底辺が浅い。
- 1958年、毛沢東による大躍進政策と共に行われた、人民公社による開発（毛沢東は自然科学をブルジョワジーのものとして軽視した）。
- 1966年からの文化大革命による十年間の混乱（環境破壊を担当する林業部の復活は1978年）。

## 中国の環境保護法制

### 中国の環境保護法制度の概略
1982年に制定された中華人民共和国憲法においては、環境保全に関する規定がいくつかある。第26条第1項は、「国家は生活環境および生態環境を保護、改善し、汚染およびその他の公害を防除（原語は「防治」）する。」とし、国家の環境保全の責務を定める。また第9条は、その第1項において鉱物資源、水流、森林、草原などの自然資源が国有または集団所有に属することを定め、第2項第1文では「国家は自然資源の合理的な利用を保障し、貴重な動植物を保護する。」として、やはり国家の責務としての規定をおいている。つづいて第2文は、「すべての組織ないし個人は、いかなる手段を以っても自然資源を横領し破壊してはならない」とし、国民の義務の側から規定をしている。なお、環境の保全に対する権利を定める規定はない。中国の環境保護法制は、これらの憲法上の環境関連法規を頂点とし、環境保護の基本法である「環境保護法」が、環境政策の基本理念・基本方針・基本制度・基本的措置を総合的に定める。と同時に個別領域ごとの環境法令群は、この「環境保護法」に依拠すべきとされる。環境保護法は、1979年に制定され（このときは「試行」）、その後1989年に改正され、2014年に再改正され、翌2015年から施行されている。個別領域ごとの環境法令群には、環境汚染防治に関する法、自然資源に関する、物質循環に関する法令群などに分けられる。

### 中国環境法の諸原則
環境保護法第5条は、
1. 「保護優先原則」
2. 「防止優先原則」
3. 「総合対策原則」
4. 「公衆参与原則」
5. 「損害負担責任原則」

を中国環境法の5原則として挙げている。
<1>「保護優先原則」とは、環境保護が他の利益に優先するという原則である。すなわち、環境保護と経済的・社会的発展の要請との間に衝突が生じた場合には、環境保護を優先して考慮すべきとする原則である。
<2>「防止予防原則」とは、環境を利用したり開発したりする行為に伴う環境汚染や環境破壊を、一定の措置をとることにより事前に防止することを優先すべきという原則である。
<3>「総合対策原則」とは、環境問題への対応は、その手段や対象を一つ一つに分節すべきではなく、総合的に行うべきであるとの原則である。
<4>「公衆参与原則」とは、環境保護のための活動に公衆が関与すべきことをその内容とする。
<5>「損害責任負担原則」とは、損害を生じさせた者が責任を負担するという原則である。

## 行政府の対応

### 中央行政機関の対応
かつて先進諸国で公害が深刻化した経験を踏まえ、1972年の国際連合人間環境会議への参加を契機として翌年から専門行政機関が設置され、今では環境保護省になっている。法制面では、1978年に改正された憲法で環境保護規定が置かれたのをはじめ、文面上はかなり網羅的な環境立法がなされている。また、汚染企業に対しては強制閉鎖を含む厳しい取り締まりも行われている。汚染企業にはパナソニックやペプシコーラなど、海外企業の系列会社も含まれている。

### 地方行政機関の対応
地方行政機関は先富論にのっとり経済発展重視の基本姿勢を維持しており、また汚染企業からの税収を主な収入源としているところも多く、法律そのものを遵守する意識の低さも重なって、中央行政機関による環境法規や政策が実質的に機能しないことが多い。第十次五カ年計画で環境保護目標の多くが達成されなかったのもそのせいと考えられ、第十一次五カ年計画では、経済成長目標が達成されても環境保護目標が達成されなければ地方高官は罷免されるという「一票否決」制度が導入された。その結果、第十一次五カ年計画で達成されなかった目標は1指標のみとされるが、それが実態を反映したものか、統計の捏造などの不正によるものかは今後の検証が必要である。
とりわけ生活ゴミに対する対応については、以下のとおりである。
市民による分別を促進させる取り組みは、政府主導で繰り返し行われてきたが、全国的な取り組みには到っていない。処理方法は、1980年代から埋立地は徐々に減少し、焼却と堆肥が主流になりつつある。上海、北京、南京、広州、杭州、ハルビンなどの都市はいずれも大型ゴミ処分工場を建設し、ゴミによる発電、石油精錬、製紙などが行われている。なお北京、広州、上海、南京などの都市部においては、市民からゴミ処理費用として毎月ゴミ処理代を徴収している。
北京市では、北京市は1980年代から資源ゴミ回収のシステム化に取り組んでいる。2013年現在稼動している生ゴミ処理工場は南宮（400トン／日）、阿蘇衛（1600トン／日）と高安屯（400トン／日）で、フル稼働すれば同市で排出された生ゴミの約26%に相当するが、実際には半分程度の稼動という。またここで生産された堆肥は混合物が多いため肥力が低いことや、化学肥料の普及を背景に、農民に拒否されたと報道されている。
南京市では、生活系ごみ最終処分場の ｢水閣処分場｣ と、隣接する最終処分場からのメタンガス回収による発電施設を2002年から稼動させている。各家庭で民間に売却処分するシステムを機能させ廃棄物リサイクルを政策的に進めている。

## 民間企業等が進める中国環境対策
大気や水質の汚染が深刻で環境対策が急務になっている中国の現状に対して、日本の三井住友銀行は、英会計事務所のアーンスト・ヤングと共同で、中国企業の環境対策に対し融資を通じて後押しするために、中国企業へ対する環境融資を開始した。2016年3月31日、その第一弾として三井化学と韓国の石油化学大手SKCの合弁会社である中国現地法人・三井化学SKCポリウレタンに融資することになった。同社が大気汚染物質や排水に削減目標を設定するなど、環境対策に前向きに取り組んでいる姿勢を、同銀行と同事務所が評価したことによる。

## 関連用語
- Airpocalypse（英語版）
- チャイナリスク
- チャイナ・フリー
- 食の安全
  - 中国産食品の安全性
- 中国の水危機
- 中国の水供給と衛生状態
- がん村
- en:2005 Jilin chemical plant explosions
- zh:中國的空氣汚染
- zh:2007年太湖藍藻汚染事件